# Mateus Vicente de Oliveira
Mateus Vicente de Oliveira (13 de junio de 1706, Barcarena, Oeiras, Portugal-16 de marzo de 1785, Anjos, Lisboa, Portugal) fue un arquitecto portugués, principal responsable del diseño y la supervisión de los edificios monumentales que se construyeron en Portugal durante el siglo XVIII.

## Biografía
Hijo de los sastres Domingos João y Mariana de Oliveira da Purifição, creció en Barcarena y, aunque provenía de una familia modesta, el oficio de sus padres le permitió adquirir los estudios necesarios para que en 1750 pudiera calificar a un proceso de Reading Bachelors para el puesto de inquirer y distribuidor de la ciudad de Coímbra, lo que le impulsó en su carrera abriéndole la puerta a futuros trabajos.
Fue el principal discípulo de João Frederico Ludovice (1673-1752), durante la construcción del Palacio Nacional de Mafra, que rivalizó con la construcción del Palacio Real del Escorial. También fue discípulo del arquitecto Jean Baptiste Robillon. Oliveira trabajó especialmente a través de los estilos arquitectónicos barroco y rococó.
Se sabe que diseñó el Palacio Real de Queluz. Fue solicitado por el marqués de Pombal para la reconstrucción de Lisboa después del terremoto de 1755. En 1779, creó la planta de la Basílica de la Estrella en Lisboa. La iglesia permaneció incompleta hasta el momento de la muerte de Oliveira, pero fue continuada por Reinaldo Manuel dos Santos (1731-1791), responsable de los clásicos detalles de su exterior.

## Vida personal
Se casó el 1753 con María Micaela de Jesús do Amaral (16 de marzo de 1734-?), con quien tuvo siete hijos: Ana Joaquina Mónica, Joana Rita, Tomasia Rosa, Manuel Vicente de Oliveira, María Teodora de Oliveira e Amaral (fallecida el 25 de septiembre de 1788 en el Palacio Bemposta, sepultada en la Iglesia de los Ángeles), Mariana Perpétua y António Vicente de Oliveira.

## Muerte
Murió a los 78 años de edad durante el aniversario quincuagésimo primero de su esposa, en el palacio de Bemposta. Fue sepultado en la Parroquia de Nuestra Señora de Anjos en Lisboa.